# Gabriel Aranda
Gabriel Agustín Aranda (16 de abril de 2001) es un futbolista argentino. Juega de defensor y su equipo actual es Quilmes, de la Primera Nacional, a préstamo proveniente de Boca Juniors.

## Biografía
Gabriel Aranda nació el 16 de abril del año 2001 en Ezeiza, Arrancó jugando baby fútbol en Sociedad de Fomento Vista Alegre y también en Tristán Suárez y el club Altos de Tristán Suárez. Tuvo un breve paso por Banfield pero se quedó libre. 

## Trayectoria

### C. A. Boca Juniors (2021-presente)
Su debut en primera se produjo el 24 de julio de 2021 en un partido correspondiente al Campeonato de Liga Profesional 2021, frente a Banfield, el encuentro terminó empatado 0-0 en Florencio Sola.

### C. A. Banfiend (2023-presente)
El 19 de agosto de 2023, se convirtió en refuerzo de Banfield, a préstamo hasta diciembre de 2024 por 30.000 mil dólares y con opción de compra del 50% del pase por 1.500.000 dólares, y Boca Juniors se aguarda una opción de repesca.

## Estadísticas

### Clubes
| Boca Juniors Argentina | 1.ª                 | 2021                | 2  | 0 | 0 | 0 | 0 | 0 | 2  | 0 | 0    |
| Boca Juniors Argentina | 1.ª                 | 2022                | 5  | 0 | 6 | 0 | 2 | 0 | 13 | 0 | 0    |
| Boca Juniors Argentina | 1.ª                 | 2023                | 0  | 0 | 0 | 0 | 0 | 0 | 0  | 0 | 0    |
| Boca Juniors Argentina | Total club          | Total club          | 7  | 0 | 6 | 0 | 2 | 0 | 15 | 0 | 0    |
| Banfield Argentina | 1.ª                 | 2023                | 0  | 0 | 0 | 0 | - | - | 0  | 0 | 0    |
| Banfield Argentina | 1.ª                 | 2024                | 9  | 0 | 1 | 0 | - | - | 10 | 0 | 0    |
| Banfield Argentina | Total club          | Total club          | 9  | 0 | 1 | 0 | - | - | 10 | 0 | 0    |
| Quilmes Argentina | 2.ª                 | 2025                | 23 | 1 | 2 | 0 | - | - | 25 | 1 | 0.04 |
| Quilmes Argentina | Total club          | Total club          | 23 | 1 | 2 | 0 | - | - | 25 | 1 | 0.04 |
| Total en su carrera | Total en su carrera | Total en su carrera | 39 | 1 | 9 | 0 | 2 | 0 | 50 | 1 | 0.02 |
| (1) Las copas nacionales se refiere a la Copa Argentina y a la Copa de la Liga Profesional. (2) Las copas internacionales se refiere a la Copa Libertadores y a la Copa Sudamericana. (3) Media de goles por encuentro. No incluye goles en partidos amistosos. |                     |                     |    |   |   |   |   |   |    |   |      |